# Strijd om de stad
Strijd om de stad is een historische roman van de Estse schrijver Jaan Kross. Het verhaal gaat over een jarenlange rechtsstrijd in de Estse provinciestad Rakvere in de 18e eeuw. De plaatselijke landadel beschouwt de inwoners namelijk als lijfeigenen, maar de inwoners zijn het hier niet mee eens en beroepen zich op eeuwenoude stadsrechten. In 2019 kwam de Nederlandse vertaling gereed van Frans van Nes. Dit is het zesde boek van Jaan Kross dat in het Nederlands is vertaald.

## Verhaal
Het verhaal speelt van 1763 tot 1774 in het noorden van Estland. Douairière Gertrude von Tiesenhausen is barones van Rakvere en bewoont het landhuis naast de stad. Zij en de bewoners van de stad zijn in een juridische strijd verwikkeld. Zij beschouwt de inwoners van Rakvere als lijfeigenen, maar de inwoners beroepen zich op het stadrecht. De plaats verkreeg in namelijk 1302 stadrechten naar Lübecks recht van Erik VI van Denemarken. Dit stadsrecht werd in de eeuwen erna bevestigd door verschillende heersers, zoals door Zweedse koning Gustaaf II Adolf in het tijdperk dat Estland bij Zweden hoorde. Deze koning schonk Rakvere vervolgens aan de Nederlandse edelman Reinoud van Brederode. Reinouds dochters hebben de baronie daarna aan de familie Von Tiesenhausen verkocht. Tijdens de Grote Noordse Oorlog werd de stad in 1703 verwoest. Alleen de kasteelruïne van de Duitse Orde bleef toen onaangetast. Daarna werd de stad weer opgebouwd. De stadsbewoners willen dat de regering in Sint-Petersburg hun oude rechten in ere herstelt.

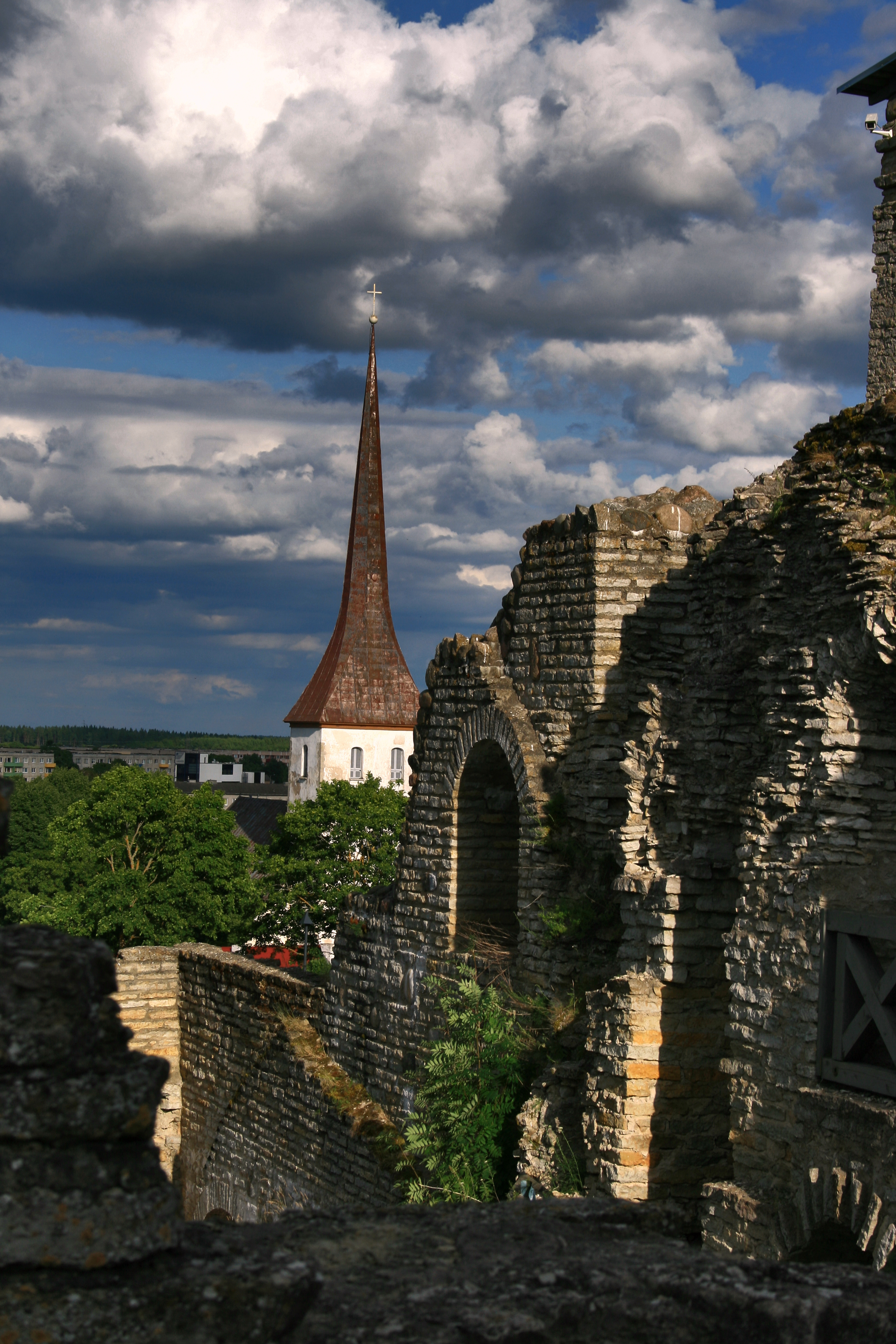
Kerk van Rakvere en ruïne van het kasteel.

De hoofdpersoon van de roman is Berend Falck, zoon van de Baltisch-Duitse klokkenluider van de kerk van Tallinn. Hij heeft een semester rechtsgeleerdheid aan de Universiteit van Jena gestudeerd, maar moest deze studie afbreken wegens geldgebrek. Na terugkeer in Estland werd hij huisleraar van de twee kleinzonen Von Tiesenhausen in puberleeftijd. Naast zijn huisleraarschap schrijft hij voor Gertrude von Tiesenhausen juridische brieven aan de regering. De stadsbewoners vragen hem echter ook om hulp, omdat ze het juridische Latijn onvoldoende beheersen. Falck gaat de stadsbewoners helpen. De ene reden hiervoor is dat hij aanhanger is van de Verlichting. De andere reden is zijn verliefdheid op Maade Simsons, dochter van de schoenmaker. Zij is echter al verloofd met koopman Rosenmark, maar de avond voor haar bruiloft delen Falck en zij het bed. Om informatie over de juridische strijd in te winnen reist Falck naar onder meer naar het dorpje Vaivara en bezoekt daar edelman Karl Von Sievers. Deze man blijkt al tijden de juridische strijd tegen de barones te ondersteunen en hij zorgt er ditmaal voor dat zijn contacten bij de regering helpen met de petitie in het voordeel van de stadsbewoners. Er lijkt een gunstig besluit te gaan vallen voor de stad, maar uiteindelijk trekt de barones aan het langste eind. Aan het einde van het boek komt Rosenmark erachter dat zijn zoon een bastaard is. Berend Falck, Maade en hun zoon ontvluchten vervolgens Rakvere.

## Vertalingen
1982 verschenen als Rakvere romaan, wat letterlijk vertaald de ‘roman van Rakvere’ betekent. Het boek is verder in de volgende talen vertaald:
- 1984: Fins - Pietarin tiellä (Juhani Salokannel). Porvoo, Helsinki, Juva: WSOY.
- 1988: Zweeds – Romanen om Rakvere (Birgitta Göransson en Ivo Iliste). Bromma: Fripress.
- 1989: Russisch – Раквереский роман (Olga Samma). Moskva: Sov. Pissatel.
- 1997: Duits - Die Frauen von Wesenberg oder Der Aufstand der Bürger (Helga Viira). München: Carl Hanser Verlag

Strijd om de stad is het derde boek van Jaan Kross dat finoegrist
Frans van Nes vertaalde. In 2000 vertaalde hij De kring van Mesmer en in 2018 Tussen drie plagen. 

## Historische achtergrond van ontstaan van de roman

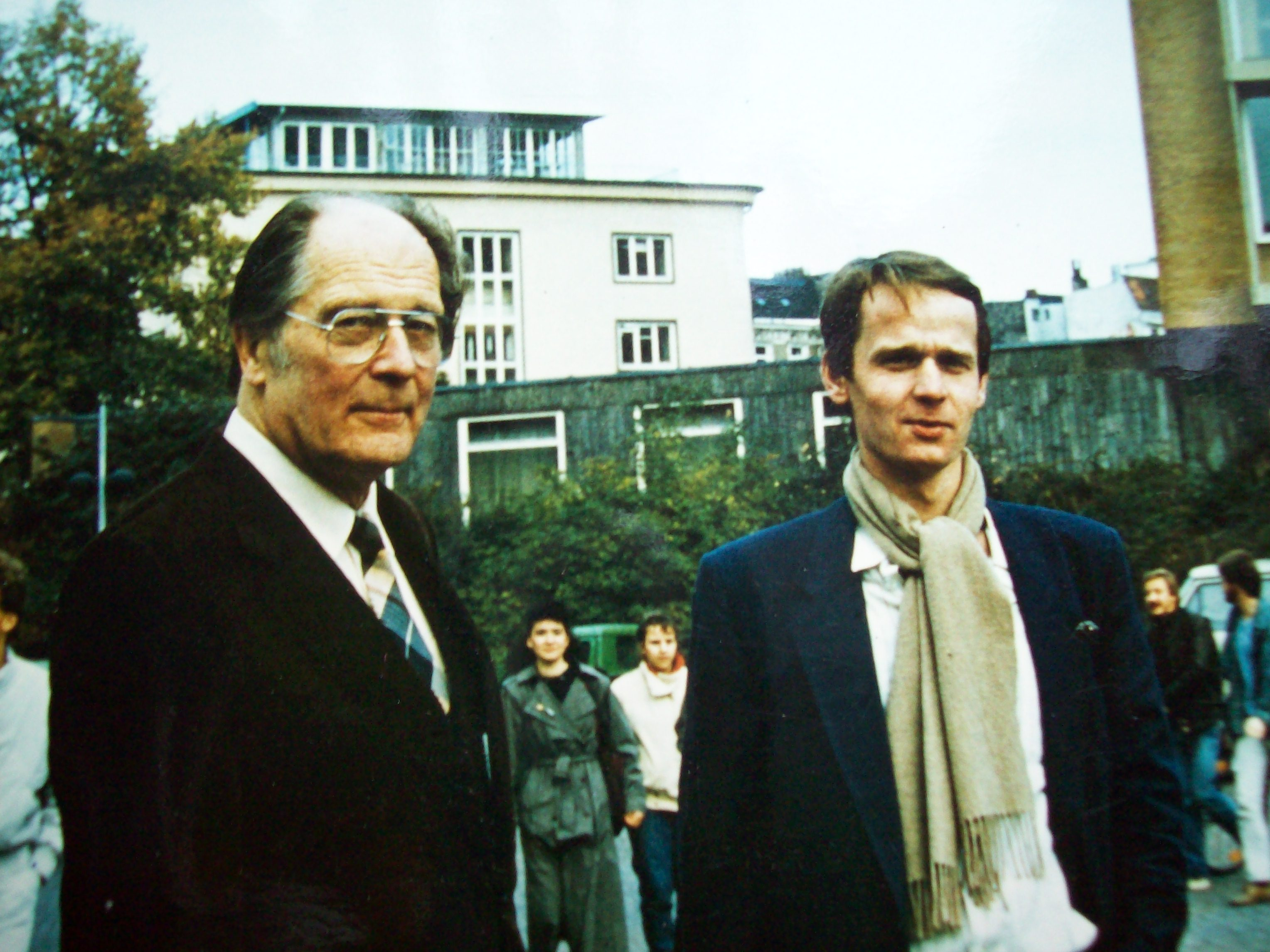
Foto uit 1985 met Jaan Kross links in beeld.

In 1980 rondde schrijver Jaan Kross de roman af die in het Nederlands is vertaald als Tussen drie plagen. In datzelfde jaar was er in verscheidene Estse steden scholierenoproer. In de herfst van dat jaar publiceerden veertig Estse intellectuelen een brief in lijn met dit verzet, waarin ze de autoriteiten van de Sovjet-Unie opriepen om het Ests te respecteren en de russificatie van Estland stop te zetten. Opvallend was dat Jaan Kross niet tot de ondertekenaars van deze brief behoorde. Hij begon wel in deze periode aan het schrijven van deze roman waarin de strijd van Esten tegen overheersing centraal staat. In 1981 is de roman in drie delen gepubliceerd in het Estse literatuurtijdschrift Looming. Deze geschiedenis is te zien aan de Nederlandse uitgave, die in drie delen is opgedeeld. Deel I beslaat hoofdstukken een tot en met tien en is 99 bladzijden lang. Deel II begint als hoofdstuk elf en loopt tot hoofdstuk twintig en is 95 bladzijden lang. Deel III is het grootst en bestaat uit hoofdstuk 21 tot en met 37 en beslaat 169 bladzijden. Het jaar daarop kwam het als boek uit bij de Estse staatsuitgeverij en in 1992 kwam het luisterboek beschikbaar. In het boek staat dat Gertrude von Tiesenhausen aan het einde van haar leven een smaadschrift heeft laten publiceren om Karl von Sievers zwart te maken. In de epiloog schrijft Kross dat hij dit smaadschrift voor waar heeft aangenomen en het verhaal hieromheen heeft geschreven. Hij laat de roman zo’n tien jaar eindigen voordat tsarina Catharina II van Rusland de stad in 1783 zijn rechten teruggeeft. De roman gaat onder andere over de overheersing van Esten door niet-Esten. Tien jaar na publicatie ontkomt Estland aan het juk van de Sovjet-Unie en wordt een onafhankelijk land. 

## Omslagontwerp
Op de omslag van de Nederlandse uitgave is een schilderij afgedrukt van Carl Ungern-Sternberg uit 1827 genaamd Rakvere gezien vanuit het noordoosten. Dit schilderij hangt in het Ests historisch museum. Daarnaast staat het portret van Friedrich August von Sivers op de omslag. Dit is gemaakt door Anton Graff in 1795 en hangt in het Kunstmuseum van Estland. 

## Ontvangst
Het boek is goed ontvangen door de Nederlandse recensenten. Michiel Krielaars van het NRC Handelsblad was lovend en gaf het boek vier uit vijf ballen: ‘In zijn beschrijvingen van (…) menselijke eigenschappen schittert Kross als vanouds. (..) hij (laat) ook weer briljant zien dat elke inspanning om verandering te bewerkstelligen ten dode is opgeschreven’ en ‘van zulke boeken krijg je nooit genoeg’ Ook Peter Swanborn van de Volkskrant gaf vier uit vijf: ‘Dat hij deze zware thematiek met zoveel lichtheid en humor weet te behandelen, maakt hem tot een meesterverteller.’ Daarnaast was Eric Nederkoorn van het Dagblad van het Noorden positief met vier uit vijf sterren: ‘Kross’ grote kracht zijn de personages, zowel bedacht als geplukt uit de werkelijkheid, en hun verzonnen belevenissen tegen een waarachtige achtergrond.’